# Lijst van voetbalinterlands Koeweit - Oman
Deze lijst van voetbalinterlands is een overzicht van alle officiële voetbalinterlands tussen de nationale teams van Koeweit en Oman. De landen hebben tot nu toe 34 keer tegen elkaar gespeeld. De eerste ontmoeting was een groepswedstrijd tijdens de Golf Cup of Nations 1974 op 19 maart 1974 in Koeweit. Het laatste duel, een kwalificatiewedstrijd voor het Wereldkampioenschap voetbal 2026, werd gespeeld op 25 maart 2025 in Koeweit.

## Wedstrijden
| №  | Plaats    | Datum            | Competitie                 | Wedstrijd      | Uitslag |
| -- | --------- | ---------------- | -------------------------- | -------------- | ------- |
| 1  | Koeweit   | 19 maart 1974    | Golf Cup of Nations 1974   | Koeweit − Oman | 5 − 0   |
| 2  | Doha      | 31 maart 1976    | Golf Cup of Nations 1976   | Koeweit − Oman | 8 − 0   |
| 3  | Bagdad    | 2 april 1979     | Golf Cup of Nations 1979   | Koeweit − Oman | 2 − 0   |
| 4  | Abu Dhabi | 29 maart 1982    | Golf Cup of Nations 1982   | Koeweit − Oman | 2 − 0   |
| 5  | Muscat    | 25 maart 1984    | Golf Cup of Nations 1984   | Koeweit − Oman | 0 − 0   |
| 6  | Riffa     | 25 maart 1986    | Golf Cup of Nations 1986   | Koeweit − Oman | 2 − 0   |
| 7  | Riyad     | 14 maart 1988    | Golf Cup of Nations 1988   | Oman − Koeweit | 0 − 2   |
| 8  | Koeweit   | 24 februari 1990 | Golf Cup of Nations 1990   | Koeweit − Oman | 1 − 1   |
| 9  | Koeweit   | 22 oktober 1992  | Vriendschappelijk          | Koeweit − Oman | 4 − 0   |
| 10 | Doha      | 30 november 1992 | Golf Cup of Nations 1992   | Oman − Koeweit | 1 − 2   |
| 11 | Hiroshima | 1 oktober 1994   | Aziatische Spelen 1994     | Koeweit − Oman | 2 − 2   |
| 12 | Abu Dhabi | 13 november 1994 | Golf Cup of Nations 1994   | Oman − Koeweit | 0 − 0   |
| 13 | Muscat    | 2 maart 1996     | Vriendschappelijk          | Oman − Koeweit | 0 − 3   |
| 14 | Muscat    | 18 oktober 1996  | Golf Cup of Nations 1996   | Oman − Koeweit | 1 − 2   |
| 15 | Riffa     | 9 november 1998  | Golf Cup of Nations 1998   | Oman − Koeweit | 0 − 5   |
| 16 | Muscat    | 29 november 2001 | Vriendschappelijk          | Oman − Koeweit | 1 − 1   |
| 17 | Riyad     | 19 januari 2002  | Golf Cup of Nations 2002   | Koeweit − Oman | 1 − 3   |
| 18 | Koeweit   | 26 december 2003 | Golf Cup of Nations 2003   | Koeweit − Oman | 0 − 0   |
| 19 | Abu Dhabi | 20 januari 2007  | Golf Cup of Nations 2007   | Koeweit − Oman | 1 − 2   |
| 20 | Muscat    | 31 januari 2008  | Vriendschappelijk          | Oman − Koeweit | 1 − 1   |
| 21 | Muscat    | 4 januari 2009   | Golf Cup of Nations 2009   | Oman − Koeweit | 0 − 0   |
| 22 | Koeweit   | 28 januari 2009  | Azië Cup 2011 kwalificatie | Koeweit − Oman | 0 − 1   |
| 23 | Muscat    | 3 maart 2009     | Azië Cup 2011 kwalificatie | Oman − Koeweit | 0 − 0   |
| 24 | Beiroet   | 6 juli 2011      | Vriendschappelijk          | Koeweit − Oman | 1 − 1   |
| 25 | Muscat    | 27 augustus 2011 | Vriendschappelijk          | Oman − Koeweit | 1 − 0   |
| 26 | Al-Rayyan | 14 december 2011 | Pan-Arabische Spelen 2011  | Oman − Koeweit | 0 − 2   |
| 27 | Koeweit   | 11 december 2012 | West-Azië Cup 2012         | Koeweit − Oman | 0 − 2   |
| 28 | Riyad     | 20 november 2014 | Golf Cup of Nations 2014   | Koeweit − Oman | 0 − 5   |
| 29 | Newcastle | 17 januari 2015  | Azië Cup 2015              | Oman − Koeweit | 1 − 0   |
| 30 | Koeweit   | 25 december 2017 | Golf Cup of Nations 2017   | Koeweit − Oman | 0 − 1   |
| 31 | Doha      | 30 november 2019 | Golf Cup of Nations 2019   | Koeweit − Oman | 1 − 2   |
| 32 | Muscat    | 10 oktober 2024  | WK 2026 kwalificatie       | Oman − Koeweit | 4 − 0   |
| 33 | Koeweit   | 21 december 2024 | Golf Cup of Nations 2024   | Koeweit − Oman | 1 − 1   |
| 34 | Koeweit   | 25 maart 2025    | WK 2026 kwalificatie       | Koeweit − Oman | 0 − 1   |

## Samenvatting
| Competitie            | Totaal gespeeld | Winst Koeweit | Gelijk | Winst Oman | Doelsaldo Koeweit – Oman |
| --------------------- | --------------- | ------------- | ------ | ---------- | ------------------------ |
| WK-kwalificatie       | 2               | 0             | 0      | 2          | 0 − 5                    |
| Azië Cup              | 1               | 0             | 0      | 1          | 0 − 1                    |
| Azië Cup-kwalificatie | 2               | 0             | 1      | 1          | 0 − 1                    |
| Aziatische Spelen     | 1               | 0             | 1      | 0          | 2 − 2                    |
| West-Azië Cup         | 1               | 0             | 0      | 1          | 0 − 2                    |
| Golf Cup of Nations   | 20              | 9             | 6      | 5          | 35 − 17                  |
| Pan-Arabische Spelen  | 1               | 1             | 0      | 0          | 2 − 0                    |
| Vriendschappelijk     | 6               | 2             | 3      | 1          | 10 − 4                   |
| Totaal                | 34              | 12            | 11     | 11         | 49 − 32                  |

KFA · A-internationals · Bondscoaches · Statistieken · Koeweits vrouwenelftal · Koeweit U21 · Koeweit U20 · Koeweit U19 · Koeweit U18 · Koeweit U17
1960 – 1969 · 
1970 – 1979 · 
1980 – 1989 · 
1990 – 1999 · 
2000 – 2009 · 
2010 – 2019 ·
2020 − 2029
WK 1982
OS 1980 ·
OS 1992 ·
OS 2000
1961 · 
1962 · 
1963 · 
1964 · 
1965 · 
1966 · 
1967 · 
1968 · 
1969 · 
1970 · 
1971 · 
1972 · 
1973 · 
1974 · 
1975 · 
1976 · 
1977 · 
1978 · 
1979 · 
1980 · 
1981 · 
1982 · 
1983 · 
1984 · 
1985 · 
1986 · 
1987 · 
1988 · 
1989 · 
1990 · 
1991 · 
1992 · 
1993 · 
1994 · 
1995 · 
1996 · 
1997 · 
1998 · 
1999 · 
2000 · 
2001 · 
2002 · 
2003 · 
2004 · 
2005 · 
2006 · 
2007 · 
2008 · 
2009 · 
2010 · 
2011 · 
2012 · 
2013 ·
2014 ·
2015 ·
2016 ·
2017 ·
2018 ·
2019 ·
2020 ·
2021 ·
2022
Afghanistan ·
Algerije ·
Armenië ·
Australië ·
Azerbeidzjan ·
Bahrein ·
Bangladesh ·
Bhutan ·
Bosnië en Herzegovina ·
Bulgarije ·
Cambodja ·
China ·
Colombia · 
Cyprus ·
DDR ·
Duitsland ·
Ecuador ·
Egypte ·
Engeland ·
Filipijnen ·
Finland ·
Frankrijk ·
Hongarije · 
Hongkong ·
IJsland ·
India ·
Indonesië ·
Irak ·
Iran ·
Ivoorkust ·
Japan ·
Jemen ·
Jordanië ·
Kameroen ·
Kazachstan ·
Kenia ·
Kirgizië ·
Laos ·
Letland ·
Libanon ·
Libië ·
Litouwen ·
Macau ·
Maleisië ·
Mali ·
Malta ·
Marokko ·
Mongolië ·
Myanmar ·
Nepal ·
Nieuw-Zeeland ·
Noord-Korea ·
Noorwegen ·
Oeganda ·
Oezbekistan ·
Oman ·
Pakistan ·
Palestina ·
Polen ·
Portugal ·
Qatar ·
Saoedi-Arabië ·
Singapore ·
Slowakije ·
Soedan ·
Sovjet-Unie ·
Syrië ·
Tadzjikistan ·
Taiwan ·
Thailand ·
Trinidad en Tobago ·
Tsjechië ·
Tsjecho-Slowakije ·
Tunesië ·
Turkmenistan ·
Verenigde Arabische Emiraten ·
Verenigde Staten ·
Vietnam ·
Wales ·
Zambia ·
Zimbabwe ·
Zuid-Korea ·
Zuid-Vietnam
Engeland (1982) · 
Frankrijk (1982) · 
Tsjecho-Slowakije (1982)
OFA · A-internationals · Bondscoaches · Statistieken · Olympisch elftal · Oman U21 · Oman U20 · Oman U19 · Oman U18 · Oman U17
1970 – 1979 · 
1980 – 1989 · 
1990 – 1999 · 
2000 – 2009 · 
2010 – 2019 ·
2020 − 2029
1974 · 
1975 · 
1976 · 
1977 · 
1978 · 
1979 · 
1980 · 
1981 · 
1982 · 
1983 · 
1984 · 
1985 · 
1986 · 
1987 · 
1988 · 
1989 · 
1990 · 
1991 · 
1992 · 
1993 · 
1994 · 
1995 · 
1996 · 
1997 · 
1998 · 
1999 · 
2000 · 
2001 · 
2002 · 
2003 · 
2004 · 
2005 · 
2006 · 
2007 · 
2008 · 
2009 · 
2010 · 
2011 · 
2012 · 
2013 · 
2014 ·
2015 ·
2016 ·
2017 ·
2018 ·
2019 ·
2020 ·
2021 ·
2022 ·
2023
Afghanistan ·
Algerije ·
Australië ·
Azerbeidzjan ·
Bahrein ·
Bangladesh ·
Benin ·
Bhutan ·
Bosnië en Herzegovina ·
Brazilië ·
Bulgarije ·
Burkina Faso ·
Chili ·
China ·
Congo-Kinshasa ·
Costa Rica ·
Duitsland ·
Ecuador ·
Egypte ·
Estland ·
Filipijnen ·
Finland ·
Gabon ·
Guam ·
Haïti ·
Hongkong ·
Ierland ·
India ·
Indonesië ·
Irak ·
Iran ·
Japan ·
Jemen ·
Jordanië ·
Kazachstan ·
Kenia ·
Kirgizië ·
Koeweit ·
Kosovo ·
Laos ·
Letland ·
Libanon ·
Liberia ·
Libië ·
Macau ·
Malediven ·
Maleisië ·
Mali ·
Marokko ·
Mauritanië ·
Mozambique ·
Myanmar ·
Nepal ·
Nieuw-Zeeland ·
Noord-Korea ·
Noord-Macedonië ·
Noorwegen ·
Oezbekistan ·
Pakistan ·
Palestina ·
Paraguay ·
Qatar ·
Saoedi-Arabië ·
Senegal ·
Singapore ·
Slovenië ·
Soedan ·
Somalië ·
Sri Lanka ·
Syrië ·
Tadzjikistan ·
Taiwan ·
Thailand ·
Togo ·
Tunesië ·
Turkmenistan ·
Uruguay ·
Verenigde Arabische Emiraten ·
Verenigde Staten ·
Vietnam ·
Wit-Rusland ·
Zambia ·
Zimbabwe ·
Zuid-Korea ·
Zweden ·
Zwitserland